# Communauté française du renseignement
La communauté française du renseignement, terme apparu dans les années 2000, désigne les dix services de renseignement des Forces armées et du Gouvernement de la République française : 
- la direction générale de la Sécurité intérieure (DGSI) ;
- la direction générale de la Sécurité extérieure (DGSE) ;
- la direction du Renseignement militaire (DRM) ;
- la direction du renseignement et de la sécurité de la Défense (DRSD) ;
- la direction nationale du renseignement et des enquêtes douanières (DNRED) ;
- le service traitement du renseignement et d’action contre les circuits financiers clandestins (Tracfin) ;
- la direction nationale du renseignement territorial (DNRT) ;
- la direction du Renseignement de la préfecture de police de Paris (DRPP) ;
- la Sous-direction de l'anticipation opérationnelle (SDAO) ;
- le service national du renseignement pénitentiaire (SNRP).

S'y ajoutent le coordonnateur national du renseignement et de la lutte contre le terrorisme, l’Académie du renseignement et l’inspection des services de renseignement (ISR).
En 2025, la communauté nationale du renseignement compte 20 000 agents : une mobilité d'agents entre services existe,.

## Historique de la notion
L'expression « Communauté du renseignement » est apparue au tournant du XXIe siècle, dans les milieux diplomatiques et militaires français.
Un arrêté de 2011, puis un décret de 2014 établissent la liste nominative des six services spécialisés de renseignement qui composent la communauté française du renseignement.
Dans la continuité de la loi du 24 juillet 2015 relative au renseignement, l’article R811-1 du code de la sécurité intérieure est créé par décret. Officialisée en 2017, cet article lie les six services spécialisés de renseignement sous l’expression « communauté française du renseignement ». Cette communauté compte désormais, en plus des services, la coordination nationale du renseignement et de la lutte contre le terrorisme (CNRLT), l'Académie du renseignement et l'ISR.
La stratégie nationale du renseignement de janvier 2025, du préfet Pascal Mailhos, coordonnateur national du renseignement et de la lutte contre le terrorisme, intègre de fait l'ensemble des services de renseignement à la communauté nationale du renseignement.

## Cadre juridique
De par la nature, souvent secrète des activités de renseignement, comme dans beaucoup d'autres états de droit, ce cadre est longtemps resté flou.
Selon le Livre blanc sur la défense et la sécurité nationale 2008, : « Les activités de renseignement ne disposent pas aujourd’hui d’un cadre juridique clair et suffisant. Cette lacune doit être comblée ». Un cadre plus clair permettrait de sortir de « l’opacité qui entoure les services dits « secrets » et qui tend à inquiéter davantage qu’elle ne rassure, même si les raisons en sont comprises ».
Mais rappelle un rapport parlementaire de 2013, légiférer en la matière implique de d'abord (re)définir la philosophie qui doit sous-tendre les éventuels ajustements à opérer puisque, dans le domaine qui nous occupe ici, les sociétés sont confrontées à deux exigences contradictoires :
- "D’un côté, la singularité des services et de leurs activités justifie que les règles classiques de la responsabilité démocratique soient aménagées",
- "Et de l’autre, le contrôle de leur bon fonctionnement n’est concevable que dans la mesure où l’on s’applique à déterminer avec précision les missions qui leur revient de remplir et les moyens nécessaires pour qu’ils les exécutent dans des conditions optimales".

## Moyens
Si les moyens du renseignement extérieur français sont en hausse continue depuis 2010 (+ 53 % pour un total de 816,8 millions d’euros de crédits de paiement en 2020), les moyens humains et financiers sont « relativement limités par rapport à ceux de pays comparables » comme l'Allemagne et le Royaume-Uni.

## Composition

Organigramme de la communauté Française du renseignement.

### Services spécialisés dits du "premier cercle"
Les services spécialisés de renseignement sont :
- relevant directement du ministère des Armées :
  - la DGSE, chargée de l’espionnage, du contre-espionnage à l’extérieur du territoire national, de l'écoute systématique des émissions étrangères et cheffe de file de la lutte contre la prolifération des armes de destruction massive et de leurs vecteurs ;
  - la DRSD (précédemment DPSD), chargée de la sécurité du personnel, des informations, du matériel et des installations sensibles[13] ;
- relevant de l'état-Major des armées, au sein du ministère des Armées :
  - la DRM, chargée du renseignement tactique et stratégique sur les théâtres et les futurs théâtres d’opération de l’armée ;
- relevant directement du ministère de l’Intérieur :
  - la DGSI, chargée du contre-espionnage et cheffe de file de la lutte antiterroriste ;
- relevant directement ou de la tutelle du ministère de l’Économie et des Finances :
  - la DNRED, à compétence nationale, au sein de la direction générale des Douanes et Droits indirects (DGDDI), chargée des enquêtes douanières et des mouvements de marchandises douteux ;
  - Tracfin, à compétence nationale, chargé du renseignement sur les circuits financiers douteux et clandestins.

### Autres services dits du "second cercle"
- relevant de la tutelle du ministère de l’Intérieur :
  - la DNRT, placé sous l'autorité du directeur général de la Police nationale (DGPN), structure ayant succédé au service central du renseignement territorial (SCRT),
  - la DRPP, dépendant de la Préfecture de police de Paris, structure ayant succédé aux Renseignements généraux de la préfecture de police (RGPP) en 2008 et qui n'a pas intégrée la DCRI (devenue plus tard DGSI) lors de la fusion des Renseignements généraux (RG) et de la direction de la Surveillance du territoire (DST),
  - la SDAO, dépendant de la direction des opérations et de l'emploi (DOE), au sein de la direction générale de la Gendarmerie nationale (DGGN),
- relevant de la tutelle du ministère de la Justice :
  - le SNRP, à compétence nationale, au sein de la direction de l'Administration pénitentiaire (DAP).

### Entités transverses
En plus des services spécialisés et des autres services, les entités suivantes font partie de la communauté nationale du renseignement :
- la CNRLT et en son sein le centre national de contre-terrorisme, placés auprès du président de la République et sous l'autorité du coordonnateur national du renseignement et de la lutte contre le terrorisme,
- l'Académie du renseignement,
- l'ISR.

### Services connexes
Même s'ils ne font partie de la communauté du renseignement, nous pouvons associer les services suivants qui effectuent des activités de support au renseignement :
- le Groupement interministériel de contrôle (GIC) dépendant du Premier ministre,
- la Commission nationale de contrôle des techniques de renseignement (CNCTR) précédemment Commission nationale de contrôle des interceptions de sécurité (CNCIS),
- le Conseil de défense et de sécurité nationale (CDSN)
- le Conseil national du renseignement (CNR), formation spécialisée du CDSN,
- la Commission de vérification des fonds spéciaux (CVFS),
- la Cour des comptes,
- la délégation parlementaire au renseignement (DPR), commune à l'Assemblée nationale et au Sénat,
- par le passé, le Comité interministériel du renseignement (CIR).

Au niveau européen, la communauté nationale du renseignement est associé au Collège du renseignement en Europe.

### Orientation et contrôle des services de renseignement
Outre un contrôle hiérarchique essentiellement interne, il relève depuis longtemps essentiellement du pouvoir exécutif.
De nouvelles questions éthiques et juridiques se posent depuis la fin supposée de la guerre froide et depuis le début du XXIe siècle, en raison notamment de l'explosion de l'Internet, du smartphone et l'accélération de la mondialisation.
Dans ce contexte, en France comme ailleurs, de nouveaux services sont apparus et d’autres se sont restructurés, au sein d'une architecture et d'une politique publique du renseignement déjà très complexe, et pour partie nécessairement secrète. 
Depuis 2006, plusieurs lois ont accru le pouvoir de ces services, ce qui leur permet aussi potentiellement de porter atteinte à plus large échelle à plusieurs droits et libertés fondamentaux (droits et libertés théoriquement juridiquement hautement protégés sur les plans législatif, constitutionnel, international et européen).
Des révélations (dont celles d'Edward Snowden) et divers scandales dont le scandale Facebook-Cambridge Analytica/AggregateIQ ont montré qu'il est devenu facile pour un État ou une entreprise privée d'acquérir ou de voler, à grande échelle des données et/ou de profiler des millions de personnes, rien que par les traces numériques et métadonnées données de connexion qu'ils créent sur Internet et les réseaux téléphoniques.
Le parlement français, notamment soumis à une demande croissante de transparence démocratique et de l'action publique (administration) a souhaité préciser et compléter le cadrage du renseignement, et adapter les moyens de contrôle de l'activité des services chargés du renseignement. Il l'a fait via des institutions spécifiques (CNCTR…) et une certaine possibilité d'intervention du juge administratif (compétent en matière de renseignement), dans le respect de juridictions nationales et européennes permettant un certain contrôle du renseignement.